# Gabriele und Helmut Nothhelfer
Gabriele Nothhelfer (geborene Zimmermann * 5. März 1945 in Berlin) und Helmut Nothhelfer (* 3. Juni 1945 in Bonn) sind Fotografen und ein Künstlerehepaar, Eigenbenennung Gabriele & Helmut Nothhelfer.

## Leben und Werk
Gabriele und Helmut Nothhelfer wurden von 1967 bis 1969 gemeinsam an der Berliner Lette-Schule (Abteilung für Fotografie) ausgebildet. Es folgte von 1969 bis 1970 ein Studienaufenthalt an der Folkwangschule für Gestaltung in Essen bei Otto Steinert. Gabriele Nothhelfer war von 1972 bis 2006 als wissenschaftlich-technische Fotografin am Institut für Land- und Seeverkehr (Fachgebiet Kraftfahrzeuge) an der Technischen Universität Berlin tätig, Helmut Nothhelfer war von 1971 bis 2006 wissenschaftlich-technischer Fotograf an der Zahnklinik der Freien Universität Berlin. Das Paar heiratete im Jahr 1973.
Gemeinsame Lehrtätigkeiten hatten sie von 1978 bis 1981 am Institut für Publizistik der Freien Universität Berlin sowie im Jahr 1986 an der Hochschule der Künste Berlin im Fachbereich Bildende Kunst inne.
Gabriele und Helmut Nothhelfer fotografieren Menschen in der Öffentlichkeit. Anlässe sind in der Regel Feste und andere öffentliche Ereignisse und dokumentierten damit deutsche Alltagsgeschichte (ablesbar an der zeitgebundenen Pluralität der Kleidung und der Art der Selbstdarstellung/-inszenierung der dargestellten Personen). Sie fotografieren Einzelpersonen und Gruppen in dem von den Fotografen vorgefundenen Umfeld bei Tageslicht, unaufwändig inszeniert, dennoch mit einer deutlichen individuellen Handschrift. Insofern arbeiten sie minimalistisch und nach dem Prinzip der Reihe. Ihr Werkzeug sind Kleinbildkameras.
Werke des Fotografen-Paares sind in vielen in- und ausländischen Sammlungen vertreten.

## Auszeichnungen
- 2012: David-Octavius-Hill-Medaille der Deutschen Fotografischen Akademie verbunden mit dem Kunstpreis der Stadt Leinfelden-Echterdingen[2]

## Ausstellungen (Auswahl)

### Einzelausstellungen
- 1974: Bali Kino von Manfred Salzgeber, Berlin[3]
- 1976 Galerie Wilde Köln
- 1977: Galerie Nagel, Berlin; Galerie Agathe Gaillard, Paris[3]
- 1978: Sander Gallery, Washington D.C.[3]
- 1979: Galerie 't venster, Rotterdam
- 1980: Museum Folkwang, Essen[3]
- 1986: Gabriele und Helmut Nothhelfer, Photographien 1974–1985, Galerie Anita Neugebauer, Basel[3]
- 1987: Museum für Photographie, Braunschweig
- 1993: Lange Augenblicke. Rheinisches Landesmuseum Bonn[3]
- 1999: Kunststiftung Poll, Berlin[3]
- 2001: Galerie Thomas Zander, Köln[4]; Galerie Berinson, Berlin
- 2002: Cristals of time. Galerie de France, Paris[4]
- 2003: Sprengel Museum, Hannover[5]
- 2005: Gabriele und Helmut Nothhelfer, Rétrospective 1973–2002, Centre de la Photographie Genève, Genf[4]
- 2009: Momente und Jahre. Die Photographische Sammlung/SK Stiftung Kultur, Köln[6]
- 2012: Menschen-Atlas, Exponate aus 40 Jahren Fotografie, Galerie Altes Rathaus Musberg, Stadt Leinfelden-Echterdingen[7]
- 2013: Gabriele und Helmut Nothhelfer: Unter Menschen gehen. Kunsthalle Bremerhaven[4]
- 2021: Gabriele und Helmut Nothhelfer: Das Blickkarussell. Parrotta Contemporary Art, Burg Lede Bonn

### Gruppenausstellungen
- 1976: Porträts und Situationen. Haus am Waldsee, Berlin; Städtisches Museum Leverkusen (Schloss Morsbroich)[3]
- 1977: Documenta 6, Abteilung: Fotografie, Video. Kassel[3][4]
- 1977: Berlin Now, Contemporary Art 1977. Downtown Gallery Denise René, New York[8]
- 1982: Lichtbildnisse. Rheinisches Landesmuseum Bonn[3]
- 1985: Sonderschau Arte Fiera Bologna Italia
- 1994: „Gesture and Pose“: Twentieth-Century Photographs from the Collection. Museum of Modern Art, New York[3]
- 1996: 100 Foto`s uit de collectie. Stedelijk Museum, Amsterdam[3]
- 1997: Deutsche Fotografie, Macht eines Mediums 1870–1970. Kunst- und Ausstellungshalle der Bundesrepublik Deutschland, Bonn[3]
- 1999 Sprengel Museum Hannover – Mechanismus und Ausdruck
- 2000: Walker Evans & Company. Museum of Modern Art, New York[3]
- 2004: Von Körpern und anderen Dingen. Kunstmuseum Bochum; On the Body and Other Things, Multimedia Art Museum, Moskau[4]
- 2007: What does the jellyfish want? Fotografien von Man Ray bis James Coleman, Museum Ludwig, Köln[4]
- 2007: Die zweite Avantgarde, Das Fotoforum Kassel 1972–1982. Stiftung Moritzburg, Halle (Saale)[3]
- 2009: Los Años 70. Fotografia y vida cotidiana, 70s. Photography and everyday life, Teatro Fernán Gómez, Madrid[3]
- 2010: Pictures by Women: A History of Modern Photography. Museum of Modern Art, New York[3]
- 2010: La Revanche de l’Archive Photographique. Centre de la Photographie Genève, Genf[4]
- 2010: Bilder in Bewegung, Künstler & Video/Film 1958–2010. Museum Ludwig, Köln[3]
- 2014: Unbeugsam und ungebändigt. Dokumentarische Fotografie um 1979. Museum Ludwig, Köln[4]
- 2016: Und plötzlich diese Weite, Werkstatt für Photographie 1976–1986. Sprengel Museum Hannover[4]
- 2018: Doing the Document, Fotografien von Diane Arbus bis Piet Zwart. Die Schenkung Bartenbach, Museum Ludwig, Köln[4]
- 2019: Changing Views, 20 Years of Art Collection Deutsche Börse. Foam Fotografiemuseum Amsterdam[9]
- 2022: Photographische Konzepte und Kostbarkeiten Sammlungspräsentation – Teil 1 Porträt, Landschaft, Botanik. Die Photographische Sammlung, SK Stiftung Kultur, Köln[10]
- 2022: Regards de Femmes. Fondation A Stichting, Brüssel[11]
- 2023: Das Fest. Parrotta Contemporary Art, Köln und Burg Lede, Bonn
- 2023: This Is Me, This Is You. Die Eva Felten Fotosammlung, Museum Brandhorst, München
- 2024: 50 Jahre – 50 Fotografien. Ausgewählt von Wilhelm Schürmann, Galerie Kicken, Berlin
- 2025: ON VIEW. Begegnungen mit dem Fotografischen. Pinakothek der Moderne, München[12]

## Sammlungen (Auswahl)
- Deutsche Börse Photography Foundation, Frankfurt[13]
- Berlinische Galerie, Berlin[3]
- Bibliothèque Nationale,[3] Cabinet des Estampes, Paris
- Collection Ullens de Schooten Whettnall, Fondation A Stichting Bruxelles
- Die Photographische Sammlung/SK Stiftung Kultur, Köln[4]
- Die Eva Felten Fotosammlung, Museum Brandhorst, München
- Fonds national d'art contemporain, Centre Pompidou, Paris
- Kunststiftung Poll, Berlin[4]
- Metropolitan Museum of Art, New York[4]
- Münchner Stadtmuseum – Fotomuseum, München[4]
- Museum Folkwang, Essen[4]
- Museum Ludwig, Köln[4]
- Museum of Modern Art, New York[4]
- Museum of Modern Art San Francisco[4]
- Stiftung Ann und Jürgen Wilde, Pinakothek der Moderne, München[3]
- Museum of Fine Arts, The Manfred Heiting Collection, Houston
- Joshua P. Smith Collection of East German Underground art and Photography, Archives at Yale, New Haven[14]

## Publikationen (Auswahl)
- Stadtportraits 1974–1979. Fotografien von Gabriele und Helmut Nothhelfer. Ausstellungskatalog Fotografische Sammlung, Museum Folkwang, Essen 1980.
- Zwischenräume. Mit einem Vorwort von Michael Zimmermann. Hrsg. Ann und Jürgen Wilde, Verlag DuMont, Köln 1983, ISBN 3-7701-1500-7.
- Lange Augenblicke. Die fotografischen Bilder von 1970–1992. Hrsg.: Klaus Honnef, Verlag Ed. Braus, Heidelberg 1993, ISBN 3-89466-078-3.
- Gabriele & Helmut Nothhelfer. Momente und Jahre. Ausstellungskatalog. Hrsg. Die Photographische Sammlung/SK Stiftung Kultur. Geleitwort von Volker Scherliess. Verlag Schirmer/Mosel, München 2009, ISBN 978-3-8296-0429-1.
- Gabriele und Helmut Nothhelfer. Das Blickkarussell. Über das Sehen und das Betrachten von Fotografien. Edition Roland Angst, Berlin 2021, ISBN 978-3-9821979-0-6.